# XXXVIII Korpus Armijny (III Rzesza)
XXXVIII Korpus Armijny – jeden z niemieckich korpusów piechoty, uczestniczył w agresji na Francję i ataku na Związek Radziecki. W 1945 roku przemianowany na XXXVIII Korpus Pancerny.

## Formowanie i walki
Sformowany 27 stycznia 1940 roku w Pile, wówczas należącej do III Rzeszy. W 1940 roku brał udział w inwazji na Francję, a od 1941 roku dowodzony przez gen. Friedricha von Chappuisa w składzie 18 Armii uczestniczył w ataku na ZSRR. Walki na terytorium Związku Radzieckiego
przeciw Armii Czerwonej prowadził w latach 1941-1945.
W październiku 1944 roku XXXVIII Korpus Armijny (XXXVIII KA) wchodzący w skład 16 Armii należącej do Grupy Armii Północ, został odcięty w Kurlandii od reszty sił armii niemieckiej przez 1 FB i 2 FB Armii Czerwonej. Przemianowanie XXXVIII KA na XXXVIII Korpus Pancerny nastąpiło 8 stycznia 1945 roku.

## Dowódcy korpusu
- gen. Erich von Manstein (1.02.1940 - 15.03.1941)
- gen. Friedrich-Wilhelm von Chappuis (15.03.1941 - 23.04.1942)
- gen. Siegfried Hänicke (23.04.1942 - 29.06.1942)
- gen. Kurt Herzog (29.06.1942 - 8.01.1945, przemianowanie na XXXVIII KPanc.)

## Struktura organizacyjna
Skład 22 czerwca 1941 roku:
- 58 Dywizja Piechoty

Skład w lipcu 1943 roku:
- 1 Dywizja Polowa Luftwaffe
- 717 Dywizja Piechoty
- 2 Brygada Piechoty SS (łotewska)

Skład w czerwcu 1944 roku:
- 121 Dywizja Piechoty
- 32 Dywizja Piechoty
- 21 DLotn-Pol

Skład na jesieni 1944 roku:
- 121 Dywizja Piechoty (grupa bojowa)
- 329 Dywizja Piechoty
- 122 Dywizja Piechoty